# Distretto di Bulancak
Il distretto di Bulancak (in turco Bulancak ilçesi) è uno dei distretti della provincia di Giresun, in Turchia.